# Dipteromimidae
De Dipteromimidae vormen een familie van haften (Ephemeroptera).

## Geslachten
De familie Dipteromimidae omvat slechts het volgende geslacht:
- Dipteromimus McLachlan, 1875